# シトラコン酸
シトラコン酸（シトラコンさん、citraconic acid）は、クエン酸の加熱分解で得られるカルボン酸の1種である。メサコン酸のシス異性体である。